# 2001 a légi közlekedésben
Ez a lista a 2001-es év légi közlekedéssel kapcsolatos eseményeit tartalmazza.

## Események

### Április
- április 26. – Az Antonov Airlines megkapja a nemzetközi légi-alkalmassági bizonyítványt az újra rendszerbe állított An–225 Mrija-ra.[1]

### Szeptember
- szeptember 11. – iszlamista terroristák térítenek el repülőgépeket az USA-ban. 2 db Boeing 757-et vezetnek bele a Világkereskedelmi Központ épületeibe, valamint a Pentagonba egy másik csapódik. A negyedik eltérített gép Pennsylvania államban egy Shanksville melletti mezőn lezuhan. A szeptember 11-ei terrortámadás óta „új időszámítás” vette kezdetét a nemzetközi (védelmi) politikában, diplomáciában.

### Október
- október 8. - Az olaszországi Linate repülőtéren egy Cesna magán kis-repülőgép és a Koppenhágába felé induló Scandinavian Airlines 686-os járat összeütközött a kifutópályán. A tragédiában összesen 118-an hunytak el.[2][3]

### November
- november 12. - Az American Airlines 587-es járata nem sokkal a John F. Kennedy repülőtérről történő felszállása után lezuhant Queens egyik városrészére. A katasztrófában összesen 265-en veszítették életüket. A tragédiát a turbulencia illetve a pilóták többszöri hibái idézték elő.[4][5]
- november 24. - A Crossair 3597-es Berlinből Zürichbe tartó járata nem sokkal a leszállás előtt egy dombnak ütközött.  A fedélzeten tartózkodó 33 emberből 24-en életüket vesztették. A katasztrófát a pilóta hibája és a rossz látási körülmények okozták.[6]